# Pál Gábor
Pál Gábor [ˈpaːl ˈɡaːbor] (* 2. November 1932 in Budapest; † 21. Oktober 1987 in Rom) war ein ungarischer Filmregisseur.
Der Absolvent der Budapester Schauspiel- und Filmhochschule war ein überzeugter Antistalinist und Anhänger des ungarischen Volksaufstandes von 1956, der erst im liberaleren Klima der späteren Kádár-Ära freiere Entfaltung fand. Er wurde 1979 durch seinen mehrfach preisgekrönten Film Angi Vera international bekannt (deutsch Veras Erziehung), der in beklemmender Weise die stalinistischen Rituale von Kritik und Selbstkritik und deren zerstörerische Wirkung auf das Leben der Menschen aufs Korn nahm. Gábor war Mitglied der Jury der Filmfestspiele von Berlin (1970) und Venedig (1986). Er starb an einem Herzinfarkt. In der 2006 aufgebrochenen Diskussion um die Spitzeltätigkeit von István Szabó wurde Gábor als Betroffener von Szabós Berichten genannt.

## Filmografie (Auswahl)
- 1971: Horizont – auch Drehbuch
- 1972: Reise mit Jakob (Utazás Jakabbal) – auch Drehbuch
- 1979: Veras Erziehung (Angi Vera) – auch Drehbuch
- 1981: Verschwendetes Leben (Kettévált menneyezet)
- 1983: Flucht in den Tod (Hosszú vágta) – Drehbuch von William W. Lewis nach einer Erzählung von Gábor
- 1986: Mensch und Schatten
- 1987: Die Braut war wunderschön (La sposa era bellissima)